# Zaiikî, Zinkiv
Zaiikî (în ucraineană Заїки) este un sat în comuna Ciovno-Fedorivka din raionul Zinkiv, regiunea Poltava, Ucraina.

## Demografie
Componența lingvistică a localității Zaiikî
     Ucraineană (100%)
Conform recensământului din 2001, toată populația localității Zaiikî era vorbitoare de ucraineană (100%).